# 可解リー環
数学において、リー環 g が可解 (solvable) であるとは、導来列が零部分環で終わることをいう。derived Lie algebra は、g の元のペアのすべてのリーブラケットからなるg の部分環で、
{\displaystyle [{\mathfrak {g}},{\mathfrak {g}}]}
と記される。導来列は部分環の列
{\displaystyle {\mathfrak {g}}\geq [{\mathfrak {g}},{\mathfrak {g}}]\geq [[{\mathfrak {g}},{\mathfrak {g}}],[{\mathfrak {g}},{\mathfrak {g}}]]\geq [[[{\mathfrak {g}},{\mathfrak {g}}],[{\mathfrak {g}},{\mathfrak {g}}]],[[{\mathfrak {g}},{\mathfrak {g}}],[{\mathfrak {g}},{\mathfrak {g}}]]]\geq ...}
である。導来列が最終的に零部分環に到達するとき、リー環は可解である。リー環の導来列は群論における交換子部分群に対する導来列とアナロガスである。
任意の冪零リー環は当然可解であるが、逆は正しくない。可解リー環と半単純リー環は、レヴィ分解によって示されるように、2つの大きく一般に相補的なクラスをなす。
極大可解部分環はボレル部分環と呼ばれる。リー環の最大可解イデアルは根基と呼ばれる。

## 特徴づけ
g を標数 0 の体上の有限次元リー環とする。以下は同値である。
- (i) g は可解である。
- (ii) ad(g), g の随伴表現、は可解である。
- (iii) g のイデアル ai の有限列が存在して
{\displaystyle {\mathfrak {g}}={\mathfrak {a}}_{0}\supset {\mathfrak {a}}_{1}\supset ...{\mathfrak {a}}_{r}=0,\quad \forall i[{\mathfrak {a}}_{i},{\mathfrak {a}}_{i}]\subset {\mathfrak {a}}_{i+1}.}
- (iv) [g, g] は冪零である[2]。
- (v) n 次元の g に対して、g の部分環 ai の有限列が存在して、
{\displaystyle {\mathfrak {g}}={\mathfrak {a}}_{0}\supset {\mathfrak {a}}_{1}\supset ...{\mathfrak {a}}_{n}=0,\quad \forall i\operatorname {dim} {\mathfrak {a}}_{i}/{\mathfrak {a}}_{i+1}=1,}

かつ各 ai + 1 は ai のイデアル。このタイプの列は elementary sequence と呼ばれる。
- (vi) g の部分環 gi の有限列が存在して、
{\displaystyle {\mathfrak {g}}={\mathfrak {g}}_{0}\supset {\mathfrak {g}}_{1}\supset ...{\mathfrak {g}}_{r}=0,}

かつ gi + 1 は gi のイデアルで gi/gi + 1 は可換。
- (vii) キリング形式 B はすべての X ∈ g と Y ∈ [g, g] に対して B(X, Y) = 0 を満たす[5]（カルタンの判定法（英語版））

## 性質
リーの定理は以下のようなものである。V が標数 0 の代数閉体 K 上の有限次元ベクトル空間で、g が K の部分体 k 上の可解線型リー環で、π が V 上の g の表現であれば、すべての元 X ∈ g に対する行列 π(X) の同時固有ベクトル v ∈ V が存在する。より一般に、この結果は、すべての X ∈ g に対して π(X) のすべての固有値が K に入っていれば成り立つ。
- 可解リー環のすべての部分リー環、商環、拡大環は可解である。
- 非零可換リー環は非零可換イデアル、導来列の最後の非零項、を持つ[7]。
- 可解リー環の準同型像は可解である[7]。
- a が g の可解イデアルで g/a が可解であれば、g は可解である[7]。
- g が有限次元であれば、g のすべての可解イデアルを含む唯一の可解イデアル r ⊂ g が存在する。このイデアルは g の根基 (radical) と呼ばれ、rad g と記される[7]。
- a, b ⊂ g が可解イデアルであれば、a + b も可解イデアルである[1]。
- 可解リー環 g は唯一の最大冪零イデアル n, adX が冪零なる X ∈ g 全体の集合、を持つ。D が g の任意の derivation であれば、D(g) ⊂ n である[8]。

## Completely solvable Lie algebras
リー環 g が completely solvable あるいは split solvable とは、0 から g への g のイデアルの elementary sequence を持つことをいう。有限次元冪零リー環は completely solvable であり、completely solvable Lie algebra は可解である。代数的閉体上、可解リー環は completely solvable であるが、平面のユークリッド等長写像の群の3 次元実リー環は可解だが completely solvable ではない。
- (a) 可解リー環 g が split solvable であることと adX のすべての固有値がすべての X ∈ g に対して k に入ることは同値である[7]。

## 例
- 0でない半単純リー環は可解ではない[1]。
- すべての可換リー環は可解である。
- すべての冪零リー環は可解である。
- bk を glk の部分環で上三角行列のみからなるとする。このとき bk は可解である。
- g を

{\displaystyle X=\left({\begin{matrix}0&\theta &x\\-\theta &0&y\\0&0&0\end{matrix}}\right),\quad \theta ,x,y\in \mathbb {R} .}
の形の行列全体の集合とする。すると g は可解であるが split solvable ではない。これは平面の平行移動と回転の群のリー環に同型である。